# Platylabus divisatae
Platylabus divisatae är en stekelart som beskrevs av Heinrich 1962. Platylabus divisatae ingår i släktet Platylabus och familjen brokparasitsteklar. Inga underarter finns listade i Catalogue of Life.